# Adrar
Adrar là một đô thị thuộc tỉnh Adrar, Algérie. Dân số thời điểm năm 2002 là 43.903 người.